# Фернан-Ферру
Фернан-Ферру (порт. Fernão Ferro)  —  район (фрегезия) в Португалии,  входит в округ Сетубал. Является составной частью муниципалитета  Сейшал. Находится в составе крупной городской агломерации Большой Лиссабон. По старому административному делению входил в провинцию Эштремадура. Входит в экономико-статистический  субрегион Полуостров Сетубал, который входит в Лиссабонский регион. Население составляет 10 753 человека на 2001 год. Занимает площадь 25,26 км².
Покровителем района считается Дева Мария (порт. Nossa Senhora da Boa Hora). 